# Чонки
Чонки (біл. Чонкі) — селище, центр Чонковської сільської ради Гомельського району Гомельської області Республіки Білорусь.

## Географія

### Розташування
На півдні межує з лісом — реліктовою дібровою.
За 3 км на південь від Гомеля.

## Гідрографія
На річці Сож (притока Дніпра).

## Транспортна мережа
Транспортний зв'язок автомобільною дорогою з Гомелем. З серпня 2015 року слідують міські автобусні маршрути № 54е та 55, а також маршрутне таксі № 55-т.
У селищі 946 житлових будинків станом на 2004 рік. Планування складається з трохи вигнутої з меридіональною орієнтацією вулиці. Забудова двостороння, будинки цегляні та дерев'яні, садибного типу.

## Історія

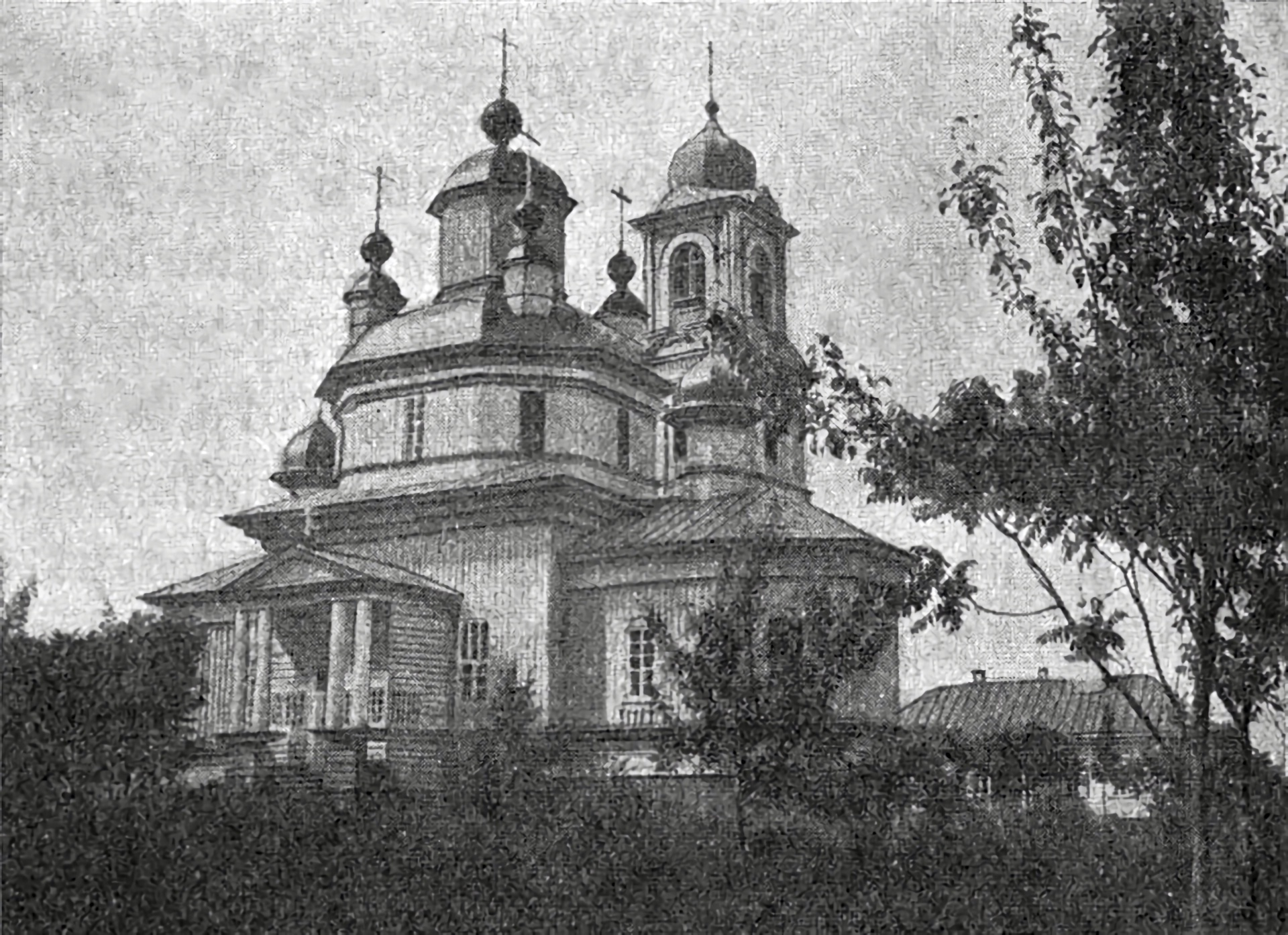
Дерев'яна церква (1775, знесена за радянських часів)

### Російська імперія
Археологами за 400 м на південний захід виявлено поселення 3 чверті I тисячоліття н. е. та епохи Київської Русі. Ця знахідка свідчить про заселення цих місць із давніх часів.
Згідно з письмовими джерелами село відоме з XVII століття, коли тут почали селитися втікачі з Московії через релігійні переслідування. Після першого поділу Речі Посполитої (1772) у складі Російської імперії. У 1775 році на землях шляхтичів Кличевських та Устиновичів засновано старообрядницький Успенський чоловічий монастир, який у 1822 році перейшов у ніконіанське православ'я. У 1877 році збудовано дерев'яну церкву, працювало цегельне виробництво. 1907 року відкрито народне училище.

### СРСР

#### Радянізація
У 1927 році створено сільськогосподарську артіль. У 1940 році розпочав роботу дитячий санаторій «Чонки».

#### Німецько-радянська війна
Під час німецько-радянської війни у липні-серпні 1941 року базувався оперативно-навчальний центр підготовки диверсійних груп. У боях 10-11 листопада 1943 року біля селища та села Бобовичі при форсуванні річки Сож загинув 1761 року радянський солдат 48-ї армії, похований у братській могилі навпроти будинку відпочинку. Селище звільнене 17 жовтня 1943 року. На фронтах загинуло 26 мешканців селища. У лютому-липні 1944 року у будинку відпочинку розташовувався Білоруський штаб партизанського руху.

#### Повоєнні роки
З 1988 року центр Чонковської сільради. Центр підсобного господарства «Чонки» виробничого об'єднання «Кристал». Розміщуються 9-річна та музична школи, комплексно-приймальний пункт, бібліотека, відділення зв'язку, 3 магазини.
У селищі Чонки розташовані санаторій-профілакторій «Чонки», Установа «Гомельський обласний дитячий Центр медичної реабілітації «Живица», туристично-оздоровчий центр «Сож», санаторій-профілакторій «Машиностроитель» («Гомсельмаш»), а також низка дитячих таборів.

## Населення

### Чисельність
- 2014 — 4500 мешканців

## Відомі уродженці
- Іван Степанович Зайцев (1926-1945) — учасник німецько-радянської війни, посмертно нагороджений нагородою Герой Радянського Союзу.